# David Bartek
David Bartek (* 13. února 1988 Praha) je bývalý český fotbalista, jenž od roku 2006 působil v mužstvu Bohemians Praha 1905. Je schopen hrát v záloze i v útoku, zdobí ho rychlost i slušná míčová technika, jeho slabinou je zakončení, mnohdy si počíná zbrkle.

## Klubová kariéra
Svoji fotbalovou kariéru začal v Bohemians Praha 1905, kde se postupně přes všechny mládežnické kategorie propracoval v roce 2006 do prvního týmu. Na jaře 2009 hostoval v SK Kladno. Poté se prosadil do A-mužstva Bohemians.
S 295 starty je druhý v historické klubové statistice Bohemians za Josefem Jindřiškem (320).
V roce 2022 ukončil profesionální hráčskou kariéru

## Trenérská kariéra
V prosinci 2022 ukončil prvoligovou hráčskou kariéru a v pražském fotbalovém klubu Bohemians 1905 se přesunul na pozici asistenta trenéra. Bude však (pokud to půjde), hrát za B tým.